# Receptor limfocytu T

Schemat TCR (łańcuch TCR-α i TCR-β oraz łańcuch ζ – dodatkowa molekuła). Niebieskie segmenty to ITAMs. Obok TCR są 4 łańcuchy CD3 oraz łańcuch CD4 lub CD8

Receptor limfocytu T, receptor komórki T, TCR (od ang. T-cell receptor) – receptor obecny na powierzchni limfocytu T, zdolny do swoistego rozpoznania antygenu. TCR nie posiada zdolności przekazywania sygnału i aktywacji limfocytu T, a jest to możliwe dopiero w połączeniu z białkiem CD3.

## Budowa
Jest receptorem glikoproteinowym, którego białkowa część przenika całkowicie błonę – jest białkiem przezbłonowym o strukturze podobnej do immunoglobulin. Składa się z łańcuchów α i β (rzadziej γ i δ, a wyjątkowo γ i γ, β i β oraz β i δ) posiadających część zmienną i stałą. Część zmienna posiada trzy rejony determinujące dopasowanie (CDR, od ang. complementarity-determining region), inaczej rejony hiperzmienne.

## Funkcja
W błonie komórkowej obok TCR występuje glikoproteina CD3, łącząca się z receptorem, i kompleks ten po związaniu antygenu wspólnie przekazuje sygnał do wnętrza komórki. W efekcie następuje aktywacja kinazy tyrozynowej i przekazanie sygnału dalej. Wraz z glikoproteinami CD4 lub CD8 TCR uczestniczy w rozpoznawaniu antygenów białkowych w procesie prezentacji antygenu przez odpowiednie komórki za pośrednictwem głównego układu zgodności tkankowej. TCR rozpoznaje też antygeny lipidowe i glikolipidowe prezentowane w obecności cząsteczek z grupy CD1; limfocyty Tγδ rozpoznają fosfoantygeny bez udziału głównego układu zgodności tkankowej.